# Else-Lasker-Schüler-Dramatikerpreis

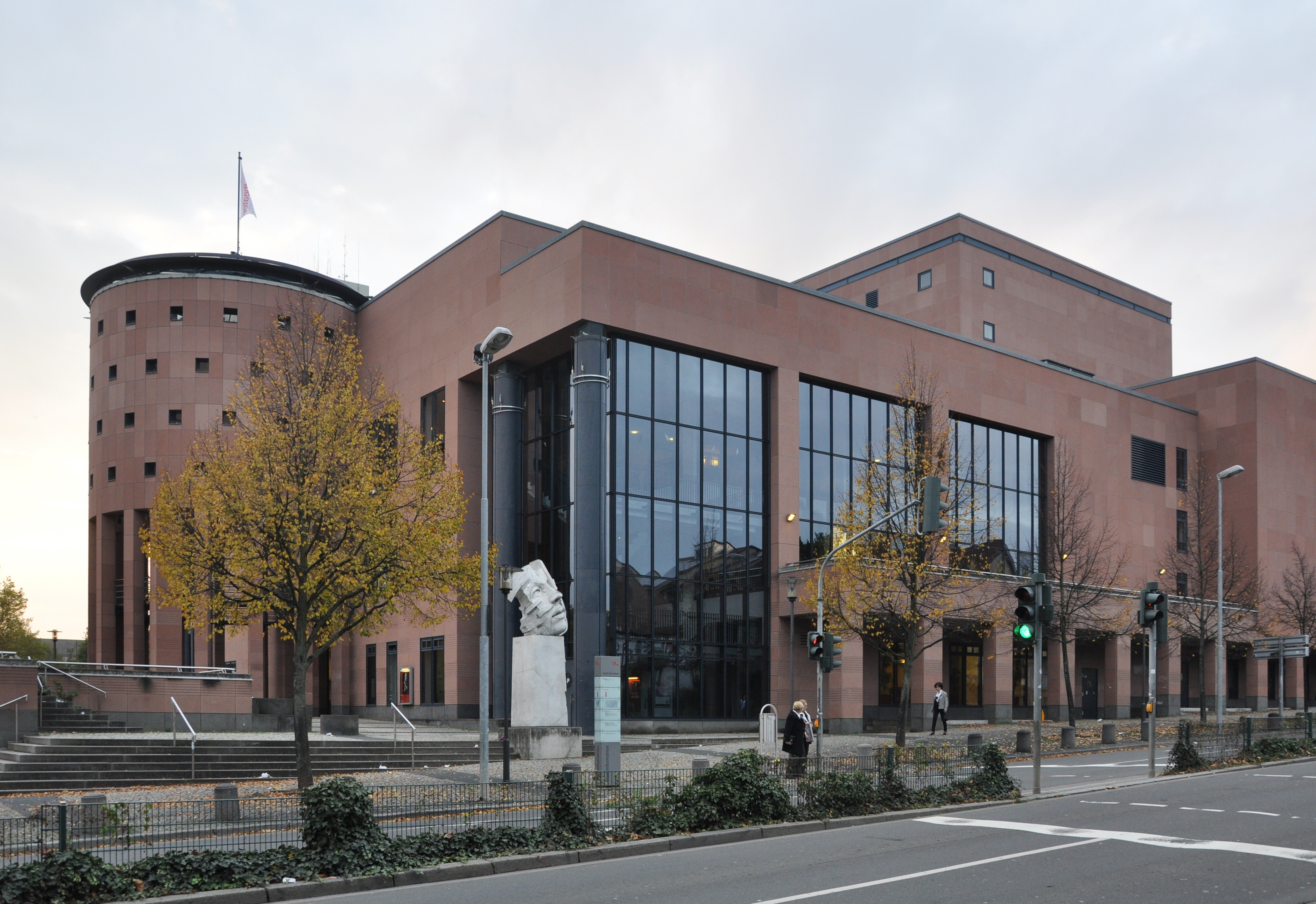
Pfalztheater Kaiserslautern

Der Else-Lasker-Schüler-Dramatikerpreis des Pfalztheaters Kaiserslautern (auch Else Lasker-Schüler-Dramatikerpreis geschrieben) wird seit 1993 im Auftrag der Stiftung Rheinland-Pfalz für Kultur zur Förderung der deutschsprachigen Dramatik vergeben. Er wurde nach der emigrierten Dichterin Else Lasker-Schüler (1869–1945) benannt und ist einer der höchstdotierten Dramatikerpreise Deutschlands.
Seit Januar 2022 lautet der Name des Hauptpreises Else Lasker-Schüler-Dramatikpreis.

## Modalitäten
Neben dem (ursprünglich mit 30.000 DM, jetzt 10.000 Euro dotierten) Hauptpreis ist ein (ursprünglich mit 5000 DM, jetzt 5000 Euro dotierter) Nachwuchs-Förderpreis ausgelobt, der Stückepreis genannt wird. Seit 2014 werden drei gestaffelte Stückepreise vergeben.
Das Pfalztheater Kaiserslautern, das die Uraufführungsoption für den ersten Stückepreis hat („UA in KL“, s. Tabelle), führt den Wettbewerb im Auftrag der Stiftung alle zwei Jahre durch.
Die Jury besteht aus dem Intendanten des Pfalztheaters, Urs Häberli, als Vorsitzendem sowie Esther Boldt, Meike Klingenberg, Franziska Schößler und Ulrich Khuon.
Traditionell werden die Preise durch Mitglieder der Landesregierung von Rheinland-Pfalz überreicht.

## Preisträger
| Jahr           | Hauptpreis                                                                                  | UA in KL | Stückepreis | UA in KL            |
| -------------- | ------------------------------------------------------------------------------------------- | -------- | --- | ------------------- |
| 1993           | Kerstin Specht: Mond auf dem Rücken                                                         | ja       | Michael Roes: Cham | nein                |
| 1995           | Harald Kislinger: Höllenschlund                                                             | ja       | Kein Stückepreis | –                   |
| 1997 (geteilt) | Volker Lüdecke: Darja Werner Fritsch: Höllensturz: Es gibt keine Sünde im Süden des Herzens | ja nein  | Roland Schimmelpfennig: Fisch um Fisch | nein                |
| 1999           | Rainald Goetz: Gesamtwerk                                                                   | –        | Steffen Kopetzky: Herr Krampas: Auftauchend | ja                  |
| 2001           | Einar Schleef: Gesamtwerk (postum)                                                          | –        | Dirk Dobbrow: Alina westwärts | Juni 2002           |
| 2003           | Elfriede Jelinek: Gesamtwerk                                                                | –        | Claudius Lünstedt: Zugluft | 29. April 2005      |
| 2005           | Dea Loher: Gesamtwerk                                                                       | –        | Torsten Buchsteiner: Nordost | 16. November 2006   |
| 2008           | Fritz Kater: Gesamtwerk                                                                     | –        | Almut Baumgarten: Tank | Spielzeit 2008/2009 |
| 2010           | Roland Schimmelpfennig: Gesamtwerk                                                          | –        | Azar Mortazavi: Todesnachricht und Achim Stegmüller: Als wir uns in Shanghai begegneten (Preissumme ungeteilt)                                                                      |                     |
| 2012           | René Pollesch: Gesamtwerk                                                                   | –        | Nina Büttner: Schafinsel | 2013                |
| 2014           | Peter Handke: Gesamtwerk                                                                    | –        | Thomas Köck: Isabelle Huppert; Bonn Park: Traurigkeit & Melancholie oder der aller aller einsamste George aller aller Zeit; Sophie Nikolitsch: Gurlitt                              |                     |
| 2016           | Sibylle Berg: Gesamtwerk                                                                    | –        | Maria Milisavljević: Beben; Nina Ender: Polyboskomplex; Stephan Roiss: Hektora 4 3 4                                                                                                |                     |
| 2018           | Ewald Palmetshofer                                                                          | –        | 1. Preis: Nele Stuhler für Fische; 2. Preis: Leon Engler für Die Benennung der Tiere; 3. Preis: Philippe Heule für Die Stunde, als wir nichts voneinander wissen wollten (Exposé)   |                     |
| 2020           | Felicia Zeller                                                                              | –        | 1. Preis: Caren Jeß für Der Popper; 2. Preis: Leon Ospald für Guppysterben; 3. Preis: Magdalena Schrefel für Ein Berg, viele                                                        |                     |
| 2022           | Kathrin Röggla                                                                              | –        | 1. Preis: Ariane Koch für Die toten Freunde (Dinosauriermonologe); 2. Preis: Patty Kim Hamilton für Peeling Oranges; 3. Preis: Svenja Viola Bungarten für Die Zukünftige            | 9. Dezember 2022    |
| 2024           | Wolfram Lotz                                                                                | –        | 1. Preis: Deborah von Wartburg für Victory im Sonnengruß; 2. Preis: Hanna Valentina Röhrich für The Girl. Eine Schelminnenkomödie; 3. Preis: Felix Krakau für Celebration (Florida) |                     |